# 日暮別邸記念館
日暮別邸記念館（ひぐらしべっていきねんかん）は、愛媛県新居浜市王子町の通称・星越山にある洋館型の記念館。
もとは瀬戸内海に浮かぶ四阪島にあった旧日暮別邸を四阪島を遠く望むことのできる四国側の選鉱場のあった星越山へ移築したものである。

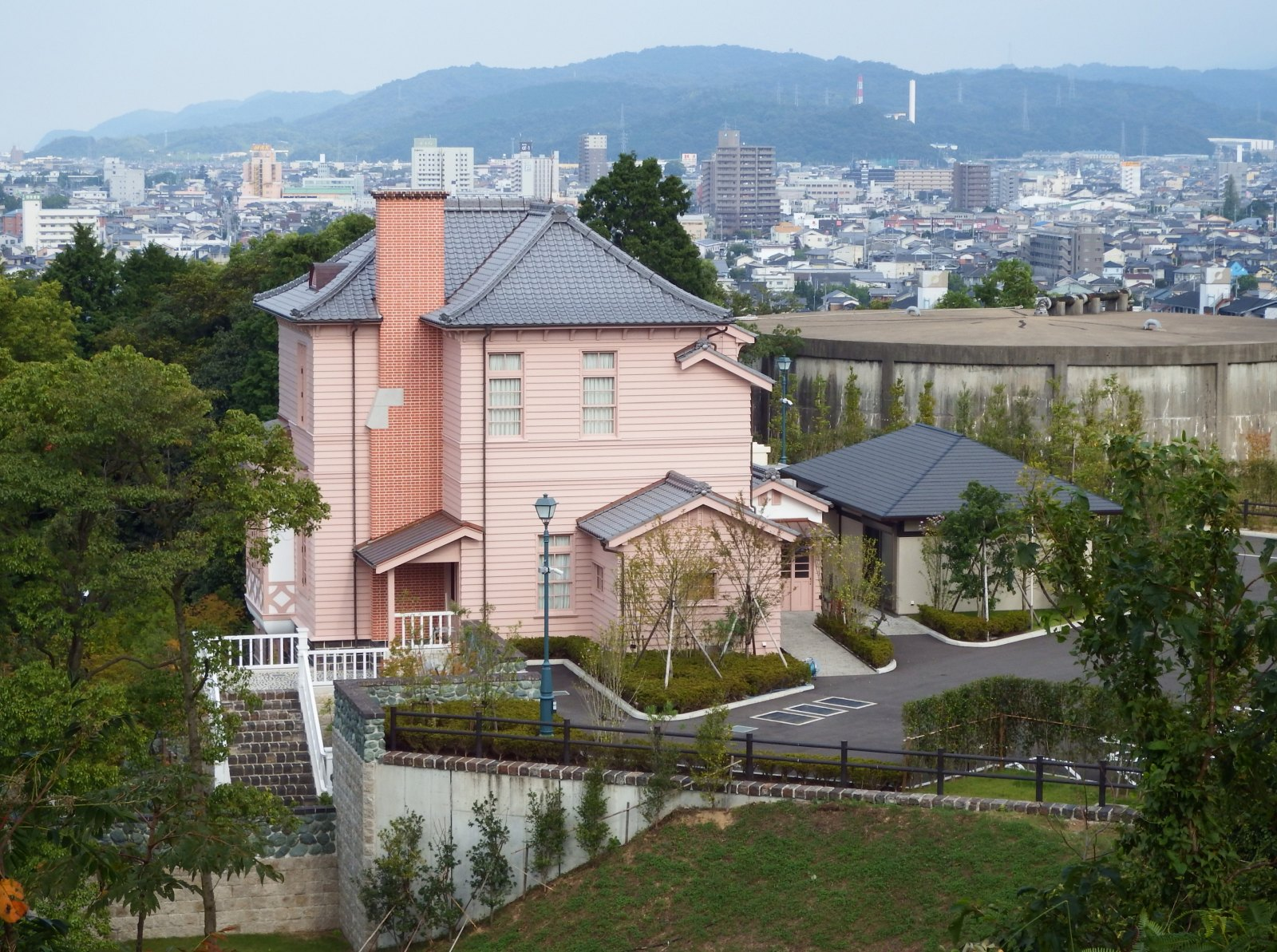
展望台より

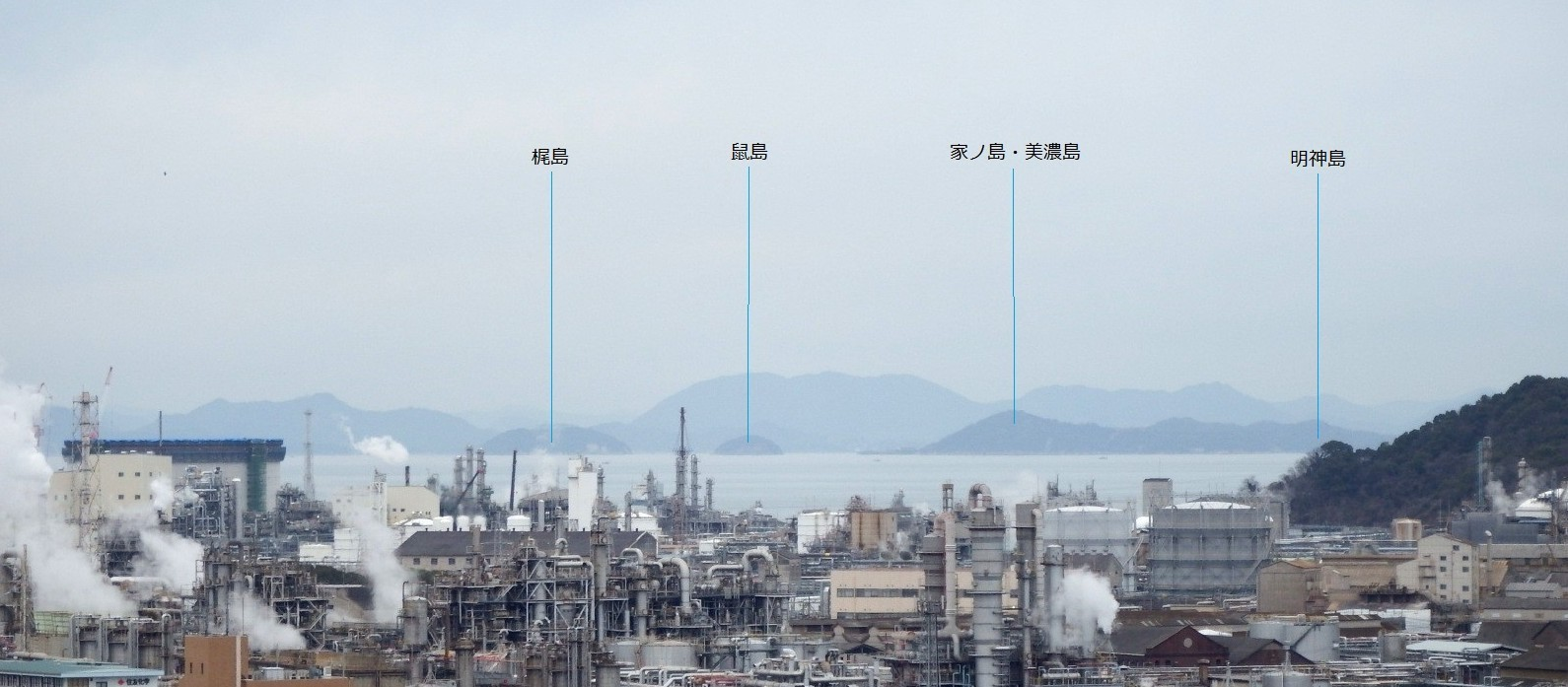
四阪島の背後は生口島

## 概要
住友家は別子銅山の煙害問題により、それまでの惣開製錬所（1888年（明治21年）操業開始）から四阪島に銅製錬の拠点を移し1905年（明治38年）本格操業を開始した。翌1906年（明治39年）に住友家第15代当主の住友友純が同家別邸として、野口孫市の設計により迎賓洋館を四阪島の製錬所を見渡せる高い場所に建設した。それは当主の煙害克服に対する強い関心の現れであったといわれている。その後、四阪島製錬所の設計技師たちが日の暮れるまで同館で煙害をなくする構想を練っていたことから日暮別邸と呼ばれるようになった。なお、1939年（昭和14年）に煙害は完全解決されたとされている。
1973年（昭和48年）に別子銅山が閉山し、四阪島も鉱業以外の事業へシフトしたため、1988年（昭和63年）に同島は無人島となった。以降、四阪島は住友関係の工場施設のみの島として、一般人は上陸できなくなり、日暮別邸も沖合いから遠く眺めることしかできなくなった。しかし、日暮別邸は建築より110年以上経ち、老朽化が目立つようになったため、住友金属鉱山を筆頭とする住友グループ20社により、星越山へ同館を移築することが決められた。
日暮別邸は2016年（平成28年）4月から2年半をかけ、地下室と昭和12年に増築された和館部分を除く洋館部分を、現在の建築基準法に適合した最新の建築技術を取り入れるも内部部材は点数で95%の移設割合で再現され、2018年（平成30年）11月1日に「日暮別邸記念館」として一般公開が始まった。

## 利用情報
- 1階：玄関ホール、応接室、食堂、サンルーム、事務室、トイレ
- 2階：ホール（住友の歴史と事業精神）、第一展示室（煙害克服の歴史）、第二展示室（銅精錬の歴史と四阪島の記憶）
- 観覧料 : 無料、開館時間午前9:00より午後4:30、館内撮影禁止
- 休館日：月曜日、国民の祝日（祝日が日曜の場合は開館）、10月17日、12月29日から1日3日

## 館外設備

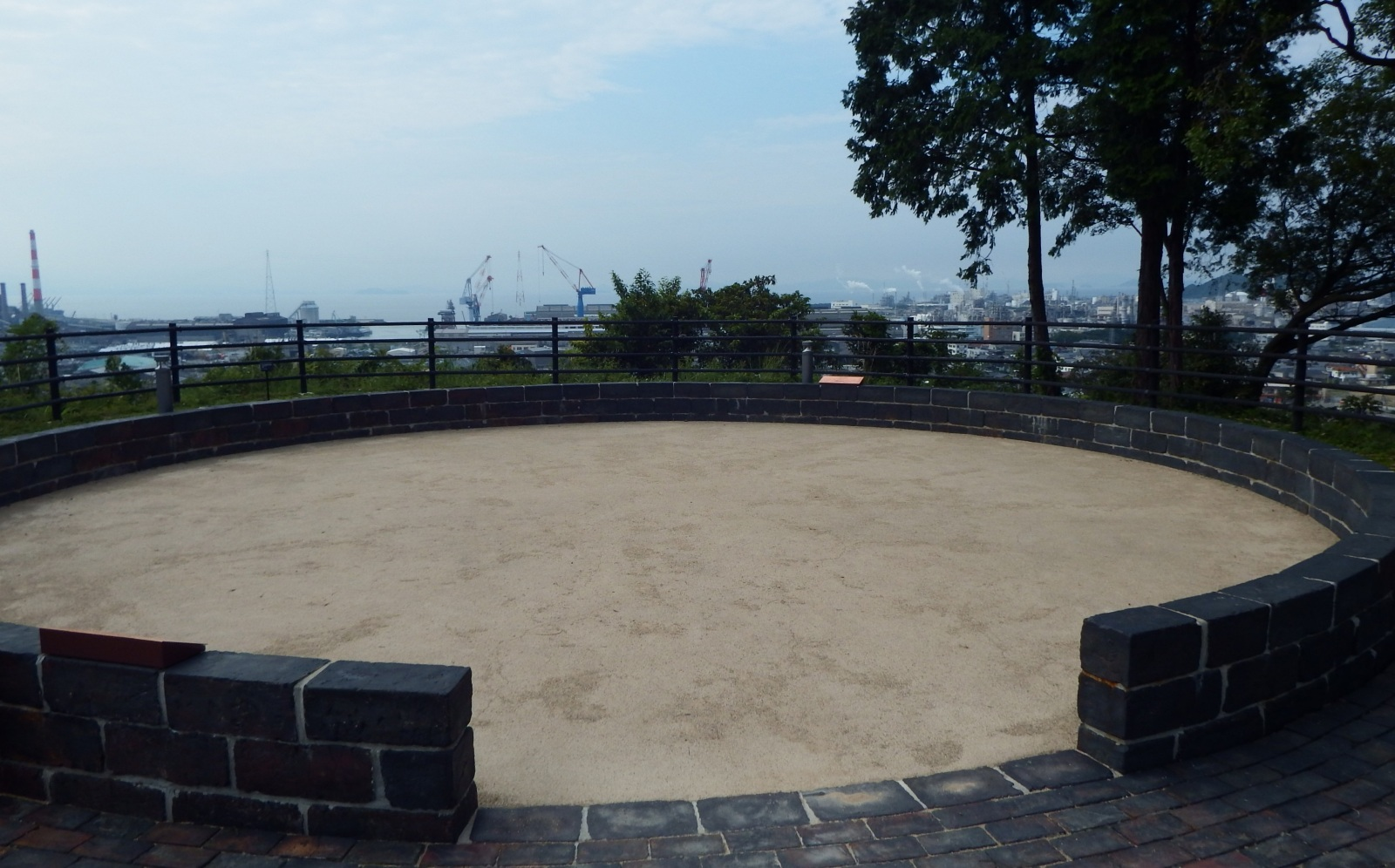
展望台

- 展望台：当館より約150m行った最高地点にあり、四阪島にあった大煙突（1924年完成、高さ64m）の底部内径（9.7m）を模した鍰煉瓦[3]の囲いがあり、新居浜を360度見渡せ、四阪島や別子銅山のあった赤石山系を望むことができる。

## 交通アクセス
- JR予讃線新居浜駅よりバス20分（イオンモール西側の前田郵便局前）、もしくはタクシー10分。バス停・駐車場より約300mの遊歩道を上ること約10分。
- 前田郵便局前にある専用大駐車場：無料、バス2台、普通車50台
- 身体の不自由な方が同乗の車は0897-31-5017で許可があれば同館横まで乗り入れることが出来る。